# Australiseiulus laterisetus
Australiseiulus laterisetus är en spindeldjursart som beskrevs av Moraes, Oliveira och Zannou 200. Australiseiulus laterisetus ingår i släktet Australiseiulus och familjen Phytoseiidae. Inga underarter finns listade.